# Томмі Сміт (легкоатлет)
То́мас Сі «То́ммі» Сміт (англ. Thomas C. "Tommie" Smith; 6 червня 1944, Кларксвіл, штат Техас, США) — американський легкоатлет африканського походження, олімпійський чемпіон з бігу на 200 метрів.  Учасник однієї з найвідоміших акцій протесту в історії Олімпіад.

## Біографія
У 1967 році брав участь у літній Універсіаді в Токіо, де виборов золоту медаль у бігу на 200 метрів та срібну — у бігу на 100 метрів.
На літніх Олімпійських іграх 1968 року в Мехіко виборов золоту медаль з бігу на 200 метрів, встановивши світовий рекорд (19.83 сек.), що протримався понад 10 років. Під час церемонії нагородження разом з бронзовим призером з бігу на 200 метрів афроамериканцем Джон Карлос при підтримці австралійця Пітера Нормана під час виконання національного гімну США понурили голови й підняли вгору стиснуті кулаки у чорних боксерських рукавичках. На прес-конференції вони заявили свій протест проти расизму у США. Обидва спортсмени негайно ж були виключені з команди й довіку дискваліфіковані від участі у Олімпійських іграх.
Всього за час своєї спортивної кар'єри чотири рази встановлював світові рекорди:
- 200 м — 20,0 (1966);
- 200 м — 19,8 (1968; с 1977 — 19,83; рекорд протримався до 1979);
- 400 м — 44,5 (1967);
- 440 ярдів — 44,8 (1967).

У 1969 році закінчив Університет Сан-Хосе. Протягом трьох сезонів грав за американську футбольну команду «Cincinnati Bengals». Згодом обіймав посади професора і спортивного директора коледжу Оберлін (штат Огайо), ще пізніше — професор коледжу в Санта-Моніці, поблизу Лос-Анджелеса (штат Каліфорнія).